# Motörhead
Pour les articles homonymes, voir Motorhead.
Pour le premier album du groupe, voir Motörhead (album).
Motörhead est un groupe britannique de heavy metal, originaire de Londres, en Angleterre. Le groupe, formé en 1975 par le bassiste et chanteur Lemmy Kilmister, et dissout en 2015 à la suite de la mort de ce dernier, fait partie de la new wave of British heavy metal qui donne un nouveau souffle à la scène heavy metal au Royaume-Uni à la fin des années 1970 et au début des années 1980. Habituellement un power trio, Motörhead connaît un certain succès au début des années 1980 avec plusieurs singles qui atteignent l'UK Singles Chart. Les albums Overkill, Bomber, Ace of Spades, et particulièrement No Sleep 'til Hammersmith cimentent la réputation de Motörhead comme l'un des plus grands groupes de rock britannique.
Alors que Motörhead est généralement classé dans le heavy metal et est reconnu comme l'une des principales influences du speed metal et du thrash metal, Kilmister admet qu'il déteste ce terme, préférant décrire le son du groupe par le genre rock 'n' roll. L'approche de Motörhead envers sa musique est restée la même durant toute la vie du groupe, préférant jouer ce que ses membres aimaient jouer sans se préoccuper du « qu'en-dira-t-on ». Les textes de Motörhead couvrent des sujets aussi larges que la guerre, le bien contre le mal, l'abus de pouvoir, le sexe, la consommation de drogue et la vie sur la route.
Le logo distinctif du groupe, avec sa célèbre tête à cornes, est créé en 1977 par l'artiste Joe Petagno pour l'album Motörhead. Le groupe est classé 26e au classement des 100 plus grands groupes de heavy metal par VH1. En quarante ans de carrière, il a vendu plus de trente-cinq millions d'albums à travers le monde.

## Histoire

### Débuts (1975–1977)

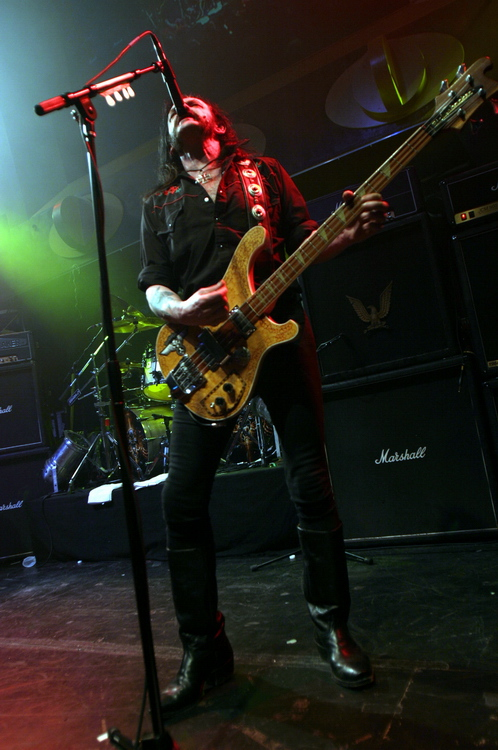
Lemmy Kilmister au Reds à Edmonton, en 2005.

Tout commence lorsque Lemmy Kilmister se fait renvoyer du groupe Hawkwind en 1975 pour, comme il l'explique, « utilisation de la mauvaise drogue ». Ainsi, il est arrêté pour être en possession d'amphétamines à la frontière canadienne et passe cinq jours en prison, causant l'annulation de certains des concerts du groupe en Amérique du Nord. Les membres d'Hawkwind payent la caution de Lemmy afin qu'il puisse jouer à un concert, le bassiste remplaçant n'ayant pu se rendre sur place. À la fin du concert, Lemmy est renvoyé de Hawkwind. Désormais seul, Kilmister décide de former son propre groupe, d'abord appelé Bastards (« Salauds », en français). Douglas Smith, alors manager du groupe, suggère à Kilmister de changer le nom du groupe car un nom pareil ne passera jamais à Top of the Pops. Kilmister décide alors d'appeler le groupe Motörhead, comme la dernière chanson qu'il a écrite avec Hawkwind — motorhead étant alors une expression américaine désignant une personne addicte au speed.
Le but principal du groupe, selon Kilmister, est de se concentrer sur « une musique basique, très forte, rapide, paranoïaque, du rock'n'roll de drogué. » Kilmister engage alors Larry Wallis (ex-Pink Fairies) à la guitare et Lucas Fox à la batterie. Le premier concert du groupe est en première partie de Greenslade au Roundhouse de Londres le 20 juillet 1975. Le 19 octobre de la même année, alors qu'ils n'ont joué qu'une dizaine de concerts, le groupe ouvre pour Blue Öyster Cult au HMV Hammersmith Apollo de Londres. Motörhead est alors sous contrat avec United Artists. Ils enregistrent au Rockfield Studios de Monmouth au Pays de Galles avec le producteur Dave Edmunds. Durant la session d'enregistrement, Fox est viré à cause de ses agissements : il essayait de suivre le rythme que Kilmister s'imposait en matière de consommation de drogues, il est alors remplacé par Philthy Animal Taylor (Phil Taylor de son vrai nom), un ami de Kilmister. Le label du groupe n'est pas satisfait des enregistrements et refuse de les sortir. Finalement les compositions sortiront sur l'album On Parole quelques années plus tard, en 1979, alors que Motörhead jouit d'une bonne réputation aux États-Unis.
En février 1976, Lemmy décide de recruter un second guitariste. Il auditionne « Fast » Eddie Clarke. Entretemps, alors que Wallis continue à tourner avec le groupe Pink Fairies, il décide de quitter le groupe, laissant Clarke comme unique guitariste. Le trio Kilmister-Clarke-Taylor est désormais considéré[Par qui ?] comme la composition originale de Motörhead. En décembre 1976, le groupe enregistre le single Leaving Here pour Stiff Records, mais United Artists empêche la sortie du single, prétextant que le groupe est toujours sous contrat avec eux, bien qu'il refusait auparavant de sortir leur premier album. United Artists empêche ainsi la sortie du single jusqu'en 1977. Les critiques sont mauvaises, le groupe gagnant même le titre de « Pire groupe du monde » dans le magazine NME.
En avril 1977, vivant dans un squat et avec peu de reconnaissance, Clarke et Taylor veulent abandonner. Après de longues discussions, le groupe décide de faire un dernier concert au Marquee Club de Londres. Kilmister demande à l'un de ses amis, Ted Carroll du label Chiswick Records, d'amener un studio mobile pour enregistrer leur dernier concert pour la postérité. Caroll est incapable d'amener le studio mobile au Marquee Club et offre au groupe en échange deux jours au studio d'enregistrement Escape Studio avec le producteur Stevie Keen pour enregistrer un single. Le groupe saisit sa chance et, au lieu d'enregistrer un single, ils composent onze morceaux inachevés. Carroll leur accorde alors quelques jours de plus au Studios Olympic de Londres pour finir les parties de chant et enregistrer deux autres nouveaux titres pour réaliser un album. Chiswick sort le single Motörhead en juin 1977, suivi par l'album Motörhead en août qui passe une semaine au UK Albums Chart à la 43e place. Le groupe est alors géré par le manager Tony Secunda ; l'avenir de Motörhead est incertain, Secunda se séparant de Cheswick Records et Clarke et Taylor jouant avec différents groupes. Motörhead est au bord de la rupture.

### Succès (1978–1982)

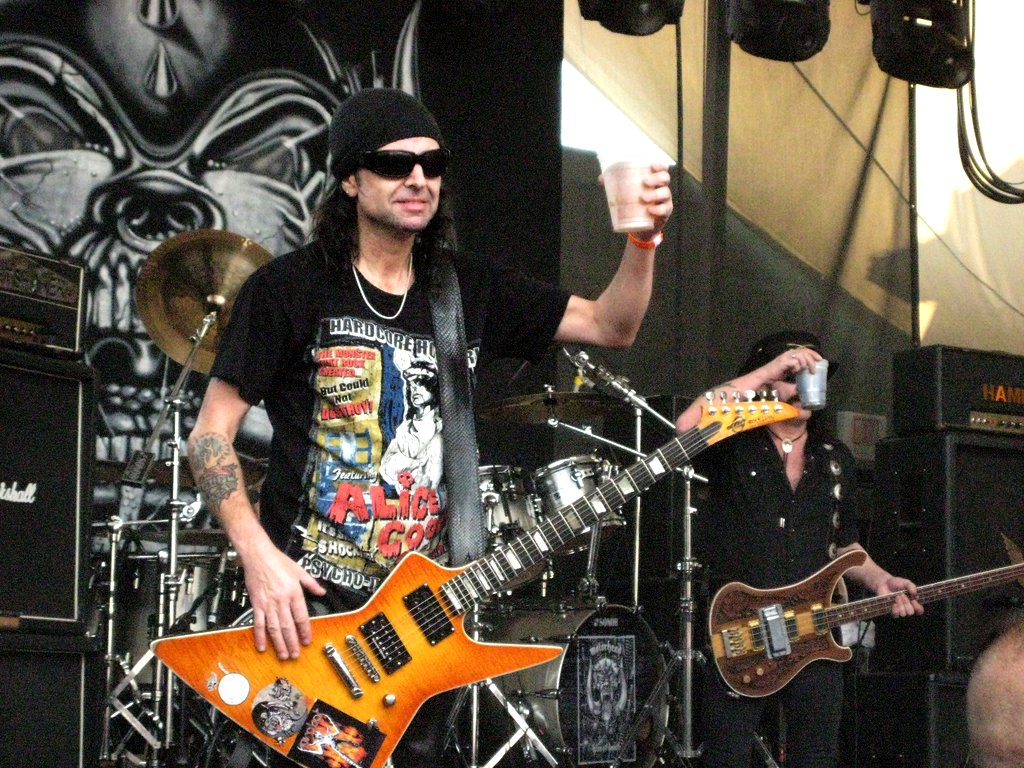
Phil Campbell en concert.

En juillet 1978, le groupe se sépare de Secunda et engage Douglas Smith, qui arrive à leur décrocher un contrat avec Bronze Records. Un premier single, intitulé Louie Louie, sort en septembre 1978. Le groupe part alors en tournée à travers le Royaume-Uni et apparaît pour la première fois à la télévision sur la BBC à l'émission Top of the Pops. Chiswick Records capitalise le succès du single en sortant une ré-édition de l'album Motörhead en vinyle. Le groupe commence à gagner une certaine notoriété sur les scènes heavy metal et punk britanniques. Le succès du single pousse Bronze Records à reconsidérer leur contrat et le groupe part en studio avec le producteur Jimmy Miller. Le groupe joue le premier single, Overkill, au Top of the Pops. Quelques mois plus tard, le 24 mars 1979, sort l'album du même nom, qui décroche la vingt-quatrième place au Top 40 britannique. Un second single est alors commercialisé : No Class.
Durant juillet et août 1979, le groupe travaille sur leur prochain album Bomber, qui sort le 27 octobre 1979, pour se classer douzième au classement des meilleures ventes d'albums britannique. En décembre, le single éponyme de l'album sort. Le groupe part ensuite en tournée en Europe avec Saxon. Le 8 mai 1980, alors que le groupe est toujours en tournée, Bronze Records sort l'EP The Golden Years enregistré en public, qui se vend plus que n'importe quel autre album réalisé par le groupe.
D'août à septembre 1980, le groupe est au Jackson's Studio de Rickmansworth avec le producteur Vic Maile. Un premier single, intitulé Ace of Spades, sort le 27 octobre 1980. Le 8 novembre suit l'album Ace of Spades. L'album devient très vite disque d'or et Bronze Records sort une édition limitée en vinyle quelques mois plus tard. Après différentes apparitions à la télévision, dont Top of the Pops, le groupe part en tournée au Royaume-Uni. La pochette de l'album montre le groupe habillé en cow-boys sur un fond qui ressemble au désert d'Arizona, mais qui en fait est photographié à Barnet dans la banlieue nord de Londres. Ace of Spades est considéré comme l'hymne de Motörhead. L'album fut décrit comme l'un des meilleurs albums de rock jamais faits.
En 1981, le groupe connaît une année encore meilleure avec deux disques bien classés : un EP intitulé St. Valentine's Day Massacre (en collaboration avec Girlschool), cinquième au classement des singles britanniques, et l'album No Sleep 'til Hammersmith, qui devient premier au classement des albums britanniques en juin. D'avril à juillet, le groupe part en tournée pour la première fois aux États-Unis avec Ozzy Osbourne. Entre le 26 et le 28 janvier 1982, le groupe commence à enregistrer son premier album auto-produit. Le 3 avril sort le premier single Iron Fist, suivi le 27 avril 1982 de l'album du même nom Iron Fist. Cet album est le dernier album avec Kilmister, Clarke et Taylor comme membres du groupe. En effet, Clarke quitte le groupe le 14 mai 1982 après de multiples disputes avec les autres membres du groupe, ces derniers reprochant à Clarke sa grosse consommation d'alcool.

### Déclin et procès (1983–1989)
Après le départ de Clarke, Kilmister et Taylor sont activement à la recherche d'un nouveau guitariste : parmi ceux qu'ils passent en revue, Brian Robertson ex-guitariste de Thin Lizzy, accepte de faire partie du groupe et enregistre l'album Another Perfect Day en 1983. En juin et juillet 1983, le groupe part au Japon pour la première fois. Lors de cette tournée les premières frictions entre Robertson et Kilmister apparaissent : son allure pose un problème au groupe, car il arbore une coupe de cheveux de couleur rouge, porte un short court et des ballerines. Mais plus que sa façon d'être, le vrai problème est que Robertson refuse de jouer les anciens classiques de Motörhead. Finalement le groupe et Robertson se séparent à l'amiable. Après ce départ, le groupe doit rechercher un nouveau guitariste pour le remplacer. Après la réception de milliers de cassettes, le groupe engage Phil Campbell du groupe Persian Risk et un inconnu : Würzel. Ainsi le groupe redevient un quatuor avec deux guitaristes. Alors que Kilmister auditionne Würzel et Campbell, Taylor annonce son départ : Phil Campbell propose de le remplacer par Pete Gill (ex-batteur de Saxon).
Avec trois nouveaux membres, Bronze Records ne croit plus vraiment en la réussite du groupe : la maison de disques décide alors de sortir une compilation. Quand Lemmy Kilmister découvre ce projet, il le prend alors en charge et choisit les morceaux qui seront sur la compilation, en y ajoutant quelques notes ; de plus il insiste pour que le groupe enregistre quatre nouvelles chansons. Sortira ainsi le 15 septembre 1984 le double album No Remorse. Le single enregistré spécialement pour l'album, Killed by Death, atteint une honorable quinzième place au classement des singles britannique. No Remorse sera la dernière collaboration de Motörhead avec Bronze Records, les deux années suivantes, le groupe sera en procès avec le label, Kilmister reprochant à Bronze Records de ne pas avoir fait proprement la promotion de leurs différents albums. Durant cette période, le groupe se met à tourner intensément, d'abord en Australie et en Nouvelle-Zélande, puis lors de différents festivals européens. En avril 1986, Motörhead gagne finalement le procès. Les managers du groupe décident alors de racheter le contrat à Bronze Records et de créer leur propre label : GWR Records. Motörhead part alors immédiatement en studio pour enregistrer l'album Orgasmatron et sort le single Deaf Forever le 5 juillet. En octobre le groupe part en tournée à travers les États-Unis puis en Europe.
En 1987, alors que Kilmister fait une apparition dans le film Eat the Rich, Gill quitte le groupe et Taylor réintègre alors le groupe. Le deuxième album pour GWR Records est Rock'n'roll commercialisé le 5 septembre 1987. Il ne connaît pas un grand succès. Le 2 juillet 1988, le groupe enregistre un album live au Giants of Rock Festival de Hämeenlinna en Finlande : l'album s'appelle Nö Sleep at All et sort le 15 octobre 1988. Des divergences apparaissent quant au choix du single entre Motörhead et GWR Records, le groupe souhaitant que ce soit la chanson Traitor, mais GWR préférant Ace of Spades. Quand le groupe apprend que le choix du single s'est finalement porté sur Ace of Spades, il refuse qu'il soit distribué, et l'album ne se vend alors que sur les stands de la tournée. Une fois de plus, le groupe entre en procès avec une maison de disques. L'affaire ne sera résolue qu'au début des années 1990.

### Depuis leur album1916... (1990–2015)
Au début des années 1990, le groupe signe chez Sony et Lemmy déménage aux États-Unis. Toujours formé de quatre membres, Motörhead enregistre 1916 en 1991 (qui devient un classique) et March ör Die en 1992 (avec des invités comme Slash ou Ozzy Osbourne). Le batteur Phil Taylor est remplacé par le suédois Mikkey Dee, ex-batteur de King Diamond. La nouvelle formation enregistre deux excellents albums qui marquent un retour aux sources du Speed metal : Bastards en 1993 et Sacrifice en 1995 (le guitariste Würzel quitte le groupe après l'enregistrement). Motörhead redevient alors un power trio comme à ses débuts et restera stable pour les albums suivants (qui sortent tous les deux ans) : Overnight Sensation (1996), Snake Bite Love (1998), We Are Motörhead (2000), Hammered (2002), Inferno (2004), Kiss of Death (2006), Motörizer (2008). Depuis l'an 2000, de nombreuses compilations ont été éditées.

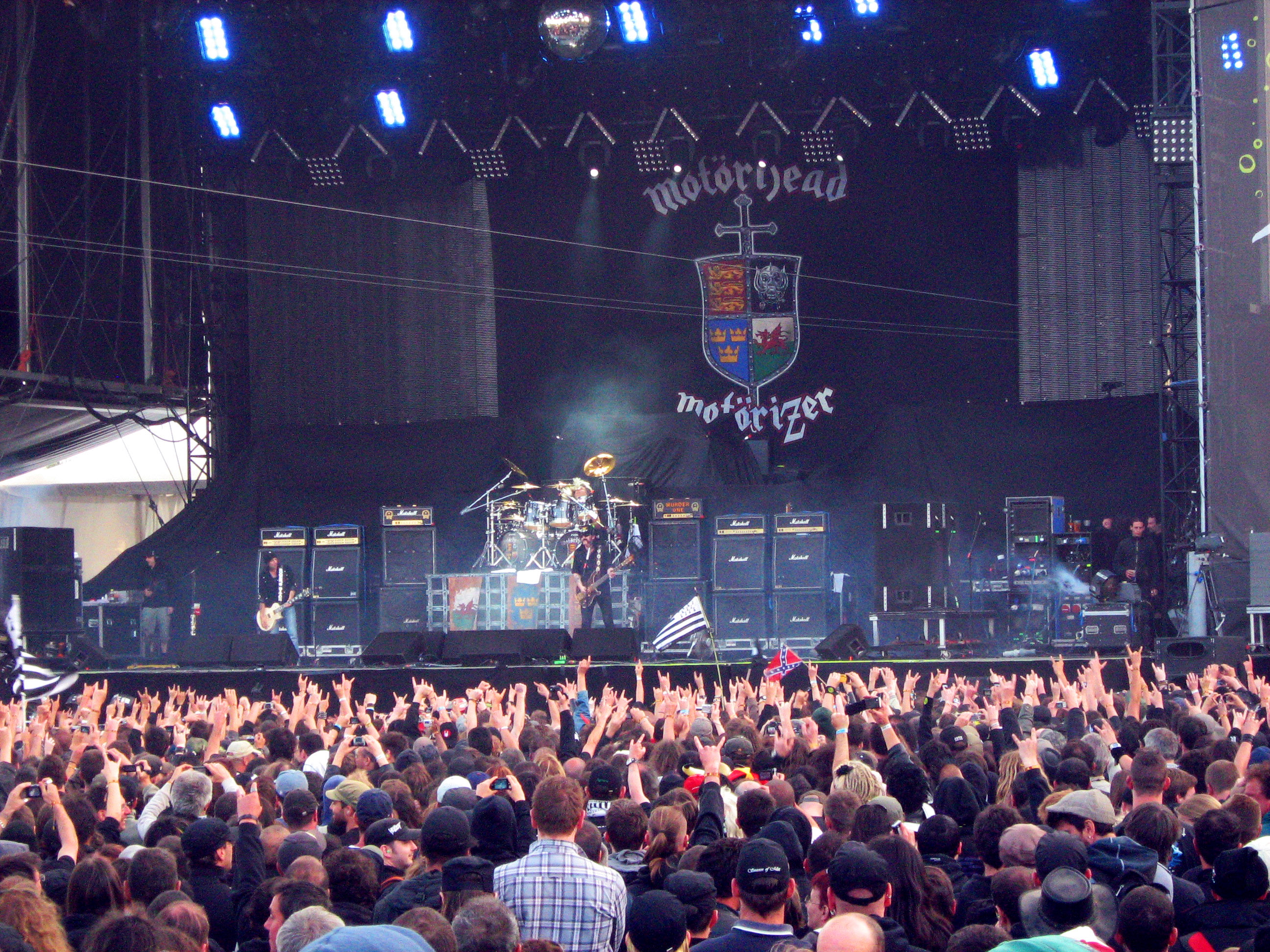
Motörhead au Hellfest 2010

En novembre 2009, dans une interview avec l'ES ABORT Magazine Day, Lemmy annonce l'arrivée de Motörhead en studio en février 2010 « Pour répéter, écrire et enregistrer » son vingtième album. Le 25 janvier 2010, la participation du groupe au Download Festival est confirmée pour juin et le 24 février 2010 leur participation au Rock in Rio est également confirmée pour mai 2010. Pour coïncider avec la sortie de leur album, Motörhead se lance dans une tournée britannique en novembre 2010. Dans une interview à la télévision hongroise, en juillet 2010, Mikkey Dee annonce que l'album est terminé et qu'il comporte 10 titres. Le nom de cet album est The Wörld is Yours. Un an plus tard (le 9 juillet 2011), Würzel meurt d'une cardiomyopathie.
En novembre et décembre, Mikkey Dee déclare lors d'une conférence de presse à Paris, en France, que Motörhead sortira une « box-set avec plusieurs DVD. Il ne révèle aucun détail mais explique qu'il se présentera sous la forme d'un joli package incluant des surprises » dans VerdamMnis Magazine. À la suite des problèmes de santé de Lemmy, la tournée européenne suivant la sortie de l'album Aftershock, initialement programmée à l'automne 2013, est repoussée au début de l'année 2014, avant d'être définitivement annulée. Ce n'est qu'en avril 2014 que le groupe commence à se produire à nouveau sur scène.
Le groupe se produit au Hellfest lors des éditions 2006, 2008, 2010 et 2015 (avec un gobelet anniversaire disponible sur le festival célébrant les 40 ans du groupe - et Lemmy de rappeler sur scène que Phil Campbell est dans le groupe depuis 31 ans). Mais peu de jours après la sortie du nouvel album Bad Magic, les problèmes de santé de Lemmy ressurgissent, et lors du concert à Austin le 1er septembre 2015, Lemmy interrompt le troisième morceau, Metropolis, retourne dans les coulisses et revient sur scène s'excuser de ne pas pouvoir continuer, à la suite de quoi le concert est annulé. Philthy Animal Taylor meurt le 12 novembre 2015.

### Mort de Lemmy Kilmister et séparation (2015)
Le 28 décembre 2015, Lemmy Kilmister meurt, quatre jours après son 70e anniversaire, d'un « cancer extrêmement agressif » qui lui avait été diagnostiqué deux jours plus tôt. Il était atteint d'un cancer de la prostate selon son certificat de décès et souffrait d'arythmie cardiaque. L'ultime concert de Motorhead s'était tenu le 11 décembre 2015 à Berlin. Après la mort de Lemmy, Mikkey Dee dira de lui, dans une interview : « Il était terriblement émacié. Il dépensait toute son énergie sur scène, et ensuite il était très, très fatigué. C'est incroyable que, malgré ça, il ait quand même pu jouer jusqu'au bout. ». Le 29 décembre 2015, lors de cette même interview, Mikkey Dee annonce la dissolution du groupe.
À l'origine prévu le 27 mai 2016, UDR Music publie Clean Your Clock, le 10 juin 2016, un album live archivé de Motörhead qui comprend leurs concerts des 20 et 21 novembre 2015 au Zénith de Munich. Le 1er septembre 2017, Motörhead publie Under Cöver chez Silver Lining Music, un album de reprises. Le 10 janvier 2018, l'ancien guitariste de Motörhead, Eddie Clarke, meurt d'une pneumonie à l'âge de 67 ans. Le 19 septembre 2019, Larry Wallis, le tout premier guitariste du groupe, qui officia sur On Parole, leur premier album, meurt à l'âge de 70 ans.
Après la dissolution de Motörhead, Phil Campbell fonde en 2016 le groupe The Bastards Sons, qui sort deux albums en 2016 et en 2018. L'année suivante, il sort un album solo, Old Lions Still Roar. De son côté, depuis septembre 2016, Mikkey Dee est le batteur actuel de Scorpions.

## Image et esprit

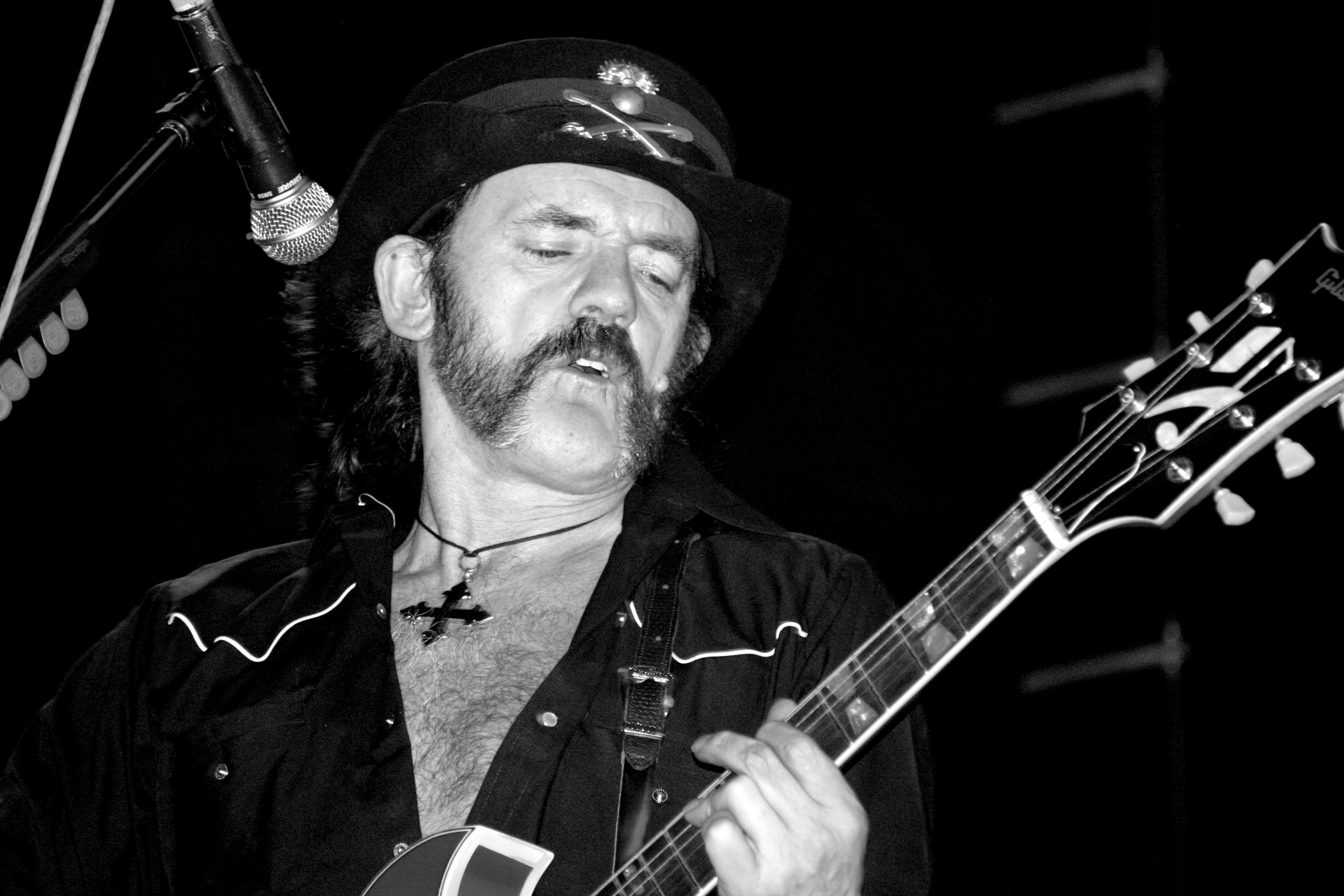
Lemmy Kilmister, fondateur du groupe, lors d'un concert à Mexico en 2006.

Par bien des aspects, Motörhead est l'archétype du groupe de heavy metal sale, agressif et violent. Lemmy lui-même aime à entretenir cette impression par son apparence physique, ses vêtements provocants ou des déclarations sans appel telles que « si Motörhead s'installait à côté de chez vous, votre pelouse dépérirait ». Mais sa personnalité est bien plus complexe que cela : amateur invétéré d'amphétamines, d'alcool (deux litres de Jack Daniels par jour) et de Malboro Red, Lemmy est pourtant un ennemi acharné de l'héroïne et ne manque jamais de préciser que, si sa constitution physique exceptionnelle semble lui éviter les effets pervers des drogues, il déconseille à tous de suivre son mode de vie. Consommateur notoire et revendiqué de groupies, c'est un adepte de la liberté sexuelle pour tous. Personnage provocateur, il est, paradoxalement, très à cheval sur la politesse et les bonnes manières.
Ces paradoxes se retrouvent dans la musique de Motörhead : le groupe se distingue également par des textes toujours très soignés et souvent subtils, aux sources d'inspirations variées. Ainsi We Are the Road Crew joue avec les clichés rock 'n' roll en décrivant la vie des roadies en tournée, alors que Metropolis fait allusion au film muet du même nom du réalisateur allemand Fritz Lang, sorti en 1927.
L'originalité la plus significative du groupe reste dans la formule du trio, mais surtout dans l'utilisation de la basse par Lemmy Kilmister, ancien bassiste d'Hawkwind. En effet, Kilmister joue en accords sur la base d'un son saturé en assurant à la fois le rôle d'une guitare rythmique et celui de la basse. On ne retrouve cette façon de jouer que dans des morceaux de Hawkwind joués par Kilmister, comme Lost Johnny, qui sera d'ailleurs repris sur le premier album de Motörhead. Lemmy chante et joue cette chanson à la basse. Utilisée de cette façon, la basse jouée en accords produit un son extrêmement lourd et profond, donnant l'impression d'un bruit de tremblement de terre. Ce style reste sans aucun équivalent dans l'histoire du heavy metal et fait de Motörhead le groupe au style le plus lourd et le plus agressif du genre, tout en restant relativement mélodieux. Il n'y a cependant que sur les tout premiers albums, tels que Motörhead, Overkill et déjà, dans une moindre mesure, Bomber et Ace of Spades, que ce style est nettement audible. En particulier sur des chansons comme Motörhead, White Line Fever, Lost Johnny (sur Motörhead), I'll Be Your Sister, No Class, Metropolis (sur Overkill, l'album le plus lourd du groupe), Stone Dead Forever, Sharpshooter (sur Bomber), Love Me Like a Reptile et Live to Win (sur Ace of Spades). Selon le Livre des Records, Motörhead est le groupe qui joue le plus fort au monde et il y détient donc sa place qui officialise la chose. « Everything louder than everything else » est ainsi devenue l'une des devises phares de Motörhead, laquelle se retrouve subséquemment inscrite au dos des tee-shirts officiels du groupe.

## Implication dans le catch
Le titre The Game est écrit par Jim Johnston et interprété par Motörhead, pour le catcheur Triple H (surnommé The Game ou encore The King of Kings) de la World Wrestling Entertainment (WWE). Triple H est un grand fan de Motörhead, il participe aussi aux chœurs sur le morceau Serial Killer. En 2006, Motörhead enregistre le nouvel hymne de Triple H : King of Kings. Cette chanson se retrouve sur le disque WWE Wreckless Intent. Par la suite, le morceau The Game redeviendra la musique d'entrée de cette grande star de la WWE. Le groupe chanta en live The Game lors de l'entrée de Triple H à WrestleMania X-Seven et Wrestlemania 21. Le titre Line in the Sand est lui aussi écrit pour la musique d'entrée du groupe Evolution. Leur titre Rock Out tiré de l'album Motörizer est utilisé comme thème pour l'Unforgiven 2008.

## Influences
Parmi ceux qui déclarent avoir été le plus influencés par Motörhead se trouve bien sûr Metallica, Lars Ulrich ayant même été, plus jeune, le président du fan club de Motörhead. Le groupe leur rendra différents hommages, notamment avec l'album The Lemmy's a.k.a Metallica, enregistré pour les cinquante ans de Lemmy au Whisky A Go-Go de Los Angeles. L'album se compose de 8 chansons de Motörhead jouées par Metallica, et 12 chansons jouées par Motörhead. Sur cet album live les Four Horsemen reprennent Overkill (avec Lemmy), Damage Case, Stone Dead Forever, Too Late Too Late, The Chase Better than the Catch, et (We Are) The Road Crew. Les groupes composants le « Big 4 » revendiquent tous Motörhead comme une influence majeure. D'autres groupes de Thrash metal tel que Sodom ou encore Sepultura le revendiquent. Le groupe Venom, pionnier du Black metal, se déclare également principalement influencé par Motörhead.
Lars Frederiksen, du groupe californien Rancid, ne cache pas non plus son amour pour Lemmy et Motörhead, ainsi on peut le voir adopter le même look que Lemmy dans son groupe Lars Frederiksen and the Bastards, adoptant le style de barbe, ou la croix de fer au cou. Dave Grohl, le leader des Foo Fighters et ex-batteur de Nirvana, est lui aussi un grand fan de Motörhead ; il monta le groupe Probot autour de lui et de Lemmy, on voit d'ailleurs Grohl porter un t-shirt de Motörhead dans son clip Resolve, comme Axl Rose de Guns N' Roses dans le clip Estranged, M. Shadows d'Avenged Sevenfold lors du Hellfest 2014, ainsi que Greg Graffin de Bad Religion dans les clips bonus du DVD Live at the Palladium.
Le groupe australien Airbourne rend hommage à Lemmy et à Motörhead au travers d'une chanson intitulée It's All for Rock'n'Roll. Dans le clip de ce titre, Lemmy apparaît à de multiples reprises conduisant un poids lourd (référence probable à sa période « roadie ») ou sur scène. D'autre part, on remarque, dans le clip, une structure de scène semblable à celle mise en œuvre dans les concerts de Motörhead pour le titre Bomber.
Dee Dee Ramone, qui a composé plus de la moitié des chansons de The Ramones, était aussi très fan de Motörhead[réf. nécessaire]. Lemmy rendra à The Ramones cette politesse affective en enregistrant sur l'album 1916 un morceau dédié aux Ramones et intitulé R.A.M.O.N.E.S. À ce sujet, le chanteur de The Ramones, Joey, avait dit ceci : « Le morceau de Lemmy à notre égard est l'hommage ultime, comme si Lennon avait fait pareil ».
Bon nombre de tribute bands, principalement britanniques, tels que Motörheadache, et We're Not Motörhead de Portsmouth au Royaume-Uni, ont vu le jour. En France, le groupe Vulcain est surnommé à ses débuts le « Motörhead français »

## Membres

### Derniers membres
- Lemmy Kilmister (†) - guitare basse, chant (1975-2015), mort le 28 décembre 2015
- Phil « Wizzö » Campbell - guitare, chœurs (1984-2015)
- Mikkey Dee - batterie (1992-2015)

### Anciens membres
- Larry Wallis (†) - guitare, chœurs (1975-1976), mort le 19 septembre 2019
- Lucas Fox - batterie (1975)
- Phil « Philthy Animal » Taylor (†) - batterie (1975-1984; 1987-1992), mort le 12 novembre 2015
- « Fast » Eddie Clarke (†) - guitare, chœurs (1976-1982), mort le 10 janvier 2018
- Brian « Robbo » Robertson - guitare, chœurs (1982-1983)
- Michael « Würzel » Burston (†) - guitare, chœurs (1984-1995), mort le 9 juillet 2011
- Pete Gil - batterie (1984-1987)

## Discographie

### Albums studio
- 1976 : On Parole
- 1977 : Motörhead
- 1979 : Overkill
- 1979 : Bomber
- 1980 : Ace of Spades
- 1982 : Iron Fist
- 1983 : Another Perfect Day
- 1986 : Orgasmatron
- 1987 : Rock 'n' Roll
- 1991 : 1916
- 1992 : March ör Die
- 1993 : Bastards
- 1995 : Sacrifice
- 1996 : Overnight Sensation
- 1998 : Snake Bite Love
- 2000 : We Are Motörhead
- 2002 : Hammered
- 2004 : Inferno
- 2006 : Kiss of Death
- 2008 : Motörizer
- 2010 : The Wörld is Yours
- 2013 : Aftershock
- 2015 : Bad Magic
- 2017 : Under Cöver

## Honneurs
- (250840) Motörhead, astéroïde.